# Riccardo Dalla Torre
Riccardo Dalla Torre (Berra, 11 maggio 1921 – Berra, 30 giugno 1982) è stato un calciatore e allenatore di calcio italiano, di ruolo attaccante.

## Carriera
È stato uno dei pochi calciatori ferraresi a non vestire mai la maglia della SPAL assieme a Nello Orlandi, Goffredo Stabellini e Raul Tassinari.
Dopo gli esordi calcistici con la squadra del suo paese, l'U.S. Berra, a 18 anni passa con i veneti del Rovigo in Serie C. Giocata una gara nel campionato di guerra nel 1944, l'attaccante si ripresenta in campo nel 1945 in Serie A e con una squadra emiliana: il Modena.
Dopo un anno, nel 1946, viene acquistato dal Genoa. In Liguria, assieme a Dalla Torre, è arrivato l'argentino Juan Carlos Verdeal, di tre anni più anziano; il duo segnerà 29 reti di cui 16 siglate dal ferrarese che l'anno dopo salirà a quota 18. Nel 1946-1947 i due calciatori giocheranno anche i primi due derby della storia contro la neonata Sampdoria.
Dalla Torre entra quindi nell'orbita della Nazionale che allora giocava poche gare. Nel 1949 il Genoa si laurea campione d'inverno davanti al Grande Torino e il duo produce complessivamente 18 reti di cui 7 di Dalla Torre. In seguito viene ceduto alla Fiorentina.
Al primo campionato fra i viola Dalla Torre segna 9 gol scendendo a 5 l'anno successivo e  giocando 3 partite nel 1952. A 31 anni Dalla Torre scende tra i dilettanti giocando nell'Adriese, per poi tornare l'anno successivo a Berra.